# 김훈 (소설가)
김훈(金薰, 1948년 5월 5일-)은 대한민국의 소설가이자 수필가, 문학평론가, 언론인이다. 본관은 김해(金海)이고, 서울 종로 청운동 출생이다.

## 학력
- 돈암국교(지금의 돈암초등학교) 졸업
- 휘문중학교 졸업
- 휘문고등학교 졸업
- 고려대학교 정외과 전퇴
- 고려대학교 영문과 중퇴

## 생애
1948년 5월 5일, 서울 종로구 청운동에서 김광주(金光洲)와 정무순(鄭戊順) 사이에서 4남 1녀 중 셋째로 태어났다. 아버지 김광주는 상해 임시 정부 시절 김구 밑에 일한 독립운동가이며, 광복 후 《경향신문》에서 편집국 부국장 등을 거쳐 문화부 부장 등을 지낸 언론인이자 소설가이다. 고등학교 시절, 아버지가 암에 걸려 투병 생활을 할 때 아버지가 연재하던 무협지 원고를 대필하기도 했다.
돈암초등학교, 휘문중학교, 휘문고등학교를 졸업하고, 1966년 고려대학교 정치외교학과에 입학했으나, 2학년 때 바이런과 메리 셸리를 읽고 영문학에 심취하여 1학기까지 다니고 학업을 중단했다가, 2년 뒤 고려대학교 영문과 2학년으로 전과했다. 이때 국문과를 다니던 현재의 부인 이연화(李燕和)와 만났다.
2학년을 마치고 1970년 육군에 입대했다가 1973년 전역했다. 병장 무렵, 아버지 김광주가 사망하며 경제적 곤란을 겪었다. 당시 여동생 김용(金蓉)도 고려대학교 영문학과에 다니고 있었는데, 한 사람 등록금밖에 낼 수 없는 형편이 되자, 김훈은 여동생에게 “내가 보니 넌 대학을 안 다니면 인간이 못 될 것 같으니, 차라리 너는 이 돈을 가지고 계속 대학에 다녀라”라고 말하고 자신은 중퇴했다.
1973년, 대학을 중퇴한 뒤, 영어 교사 자격증을 따고 임용고사에 전국 2등으로 합격했다. 같은 해, 한국일보에 입사, 사회부 기자로 언론인 생활을 시작했다. 1974년 교제하던 이연화와 결혼했다.
한국일보 기자 시절, 1986년 5월부터 1989년 5월까지 박래부 기자와 함께 〈문학기행-명작의 무대〉를 연재했다. 작가와 함께 여행하며 작품의 시대적, 지리적 배경과 역사적 의미를 기록하는 기획으로, 문단과 독자들의 큰 반향을 불러왔다. 이 기사들은 나중에 《김훈-박래부의 문학기행》으로 발간되었다.
한국일보를 다니는 동안 몇 차례 퇴사와 재입사를 반복하다가, 1989년 12월 31일 마흔둘의 나이로 퇴사하고 2년간 고정된 직장과 수입 없이 지냈다. 이 기간에 《월간미술》등에 수필을 연재하기도 했는데, 이때 쓴 글들은 나중에 수필집《선택과 옹호》(1991)와 《풍경과 상처》(1994)로 출간되었다.
1994년 겨울, 문예지《문학동네》 창간호와 1995년 봄호에 장편소설《빗살무늬토기의 추억》을 발표(2회 분재)하며, 47세의 나이로 문단에 데뷔했다.
소설가로 데뷔한 뒤에도 언론인 활동을 병행했다. 1991년 새로 창간한《TV저널》의 편집국장이 되었고, 1994년에는 계열사인 주간지 《시사저널》에 입사하여 사회부장, 편집국장, 심의위원 이사를 역임했으며, 1998년에는 국민일보로 이직하여 편집국 부국장, 출판국장, 편집위원으로 1년 남짓 일했다. 1999년 한국일보에 편집위원으로 재입사했고, 이때 한국일보에 연재한〈김훈의 우리 땅 자전거 답사〉는 나중에 내용을 더하여 수필집 《자전거 여행》으로 발간되었다. 2000년 《시사저널》 이사 겸 편집국장으로 복직했지만, 《한겨레21》에 실린 인터뷰가 논란을 일으키자 3개월 만인 10월 7일 퇴사했다.
2001년 초, 두 번째 장편소설《칼의 노래》의 집필을 시작하여 두 달 만에 탈고하고 5월 11일에 출간했다. 《칼의 노래》는 출간 직후 평단으로부터 좋은 평가를 받으며, 같은 해 10월 제32회 동인문학상 수상작으로 선정되었고, 2007년 12월 기준, 100만 부 이상 팔리며 밀리언셀러가 되었다.
2002년 2월 20일 한겨레신문에 부국장 대우 사회부 취재기자로 입사했고, 철도노조의 파업을 다룬 기사로 서울언론인클럽 기획취재상을 수상했다. 2003년 1월 20일에 퇴사했다.
2004년 이후, 전업 작가로 활동하며 소설과 수필을 꾸준히 발표해오고 있다.

## 연보
- 1948년 5월 5일, 서울시 종로구 청운동에서 출생
- 1960년, 돈암초등학교(敦岩初等學校) 졸업
- 1963년, 휘문중학교(徽文中學校) 졸업
- 1966년, 휘문고등학교(徽文高等學校) 졸업
- 1966년, 고려대학교 정치외교학과 입학
- 1968년, 고려대학교 영문과 2학년 편입
- 1970년, 군 입대
- 1973년, 군 제대, 고려대학교 중퇴, 한국일보 입사
- 1974년, 이연화와 결혼
- 1989년, 한국일보 퇴사
- 1991년, 《TV저널》 편집국장
- 1994년, 《시사저널》 사회부장 (후에 편집국장, 심의위원 이사)
- 1995년, 장편 《빗살무늬 토기의 추억》으로 등단
- 1998년, 국민일보 편집국 부국장 (후에 출판국장, 편집위원)
- 1999년, 한국일보 편집위원
- 2000년, 《시사저널》 이사 겸 편집국장으로 입사. 3개월만에 퇴사
- 2001년, 장편 《칼의 노래》 발표, 동인문학상 수상
- 2002년, 한겨레신문사 취재기자로 입사. 서울언론인클럽 기획취재상 수상
- 2003년, 한계레신문사 퇴사
- 2007년, 장편 《남한산성》 발표, 대산문학상 수상

## 작품 경향
1986년 한국일보 재직 당시 3년 동안 한국일보에 매주 연재한 것을 묶어 낸 《문학기행》(박래부 공저)으로 해박한 문학적 지식과 유려한 문체로 빼어난 여행 산문집이라는 평가를 받은 바 있으며 한국일보에 연재하였던 독서 산문집 《내가 읽은 책과 세상》(1989) 등의 저서가 있다. 1999∼2000년 전국의 산천을 자전거로 여행하며 쓴 에세이 《자전거여행》(2000)도 생태·지리·역사를 횡과 종으로 연결한 수작으로 평가받았다. 김훈이 언어로 붙잡고자 하는 세상과 삶은 거창한 것이 아니다. 선상에서 밧줄을 잡아당기는 선원들이기도 하고, 자전거의 페달을 밟고 있는 자기 자신이기도 하고, 심지어는 민망하게도 혹은 선정주의의 혐의를 지울 수 없게도 미인의 기준이기도 하다. 그는 현미경처럼 자신과 바깥 사물들을 관찰하고 이를 언어로 어떻게든 풀어내려고 하며, 무엇보다도 어떤 행위를 하고 그 행위를 하면서 변화하는 자신의 몸과 느낌을 메타적으로 보고 언어로 표현해낸다. 시인이자 문학평론가인 남진우는 그를 일러 “문장가라는 예스러운 명칭이 어색하지 않은 우리 세대의 몇 안되는 글쟁이 중의 하나”라고 평하고 있기도 하다.
한편 김훈은 《월간조선》과의 인터뷰에서 자신의 생각을 이렇게 피력하기도 했다.
나는 문학이 인간을 구원하고, 문학이 인간의 영혼을 인도한다고 하는, 이런 개소리를 하는 놈은 다 죽어야 된다고 생각합니다. 문학이 무슨 지순하고 지고한 가치가 있어 가지고 인간의 의식주 생활보다 높은 곳에 있어서 현실을 관리하고 지도한다는 소리를 믿을 수가 없어요. 나는 문학이란 걸 하찮은 거라고 생각하는 거예요. 이 세상에 문제가 참 많잖아요. 우선 나라를 지켜야죠, 국방! 또 밥을 먹어야 하고, 도시와 교통문제를 해결해야 하고, 애들 가르쳐야 하고, 집 없는 놈한테 집을 지어줘야 하고…. 또 이런 저런 공동체의 문제가 있잖아요. 이런 여러 문제 중에서 맨 하위에 있는 문제가 문학이라고 난 생각하는 겁니다. 문학뿐 아니라 인간의 모든 언어행위가 난 그렇다고 생각합니다. 그런데 펜을 쥔 사람은 펜은 칼보다 강하다고 생각해 가지고 꼭대기에 있는 줄 착각하고 있는데, 이게 다 미친 사람들이지요. 이건 참 위태롭고 어리석은 생각이거든요. 사실 칼을 잡은 사람은 칼이 펜보다 강하다고 얘기를 안 하잖아요. 왜냐하면 사실이 칼이 더 강하니까 말할 필요가 없는 거지요. 그런데 펜 쥔 사람이 현실의 꼭대기에서 야단치고 호령할려고 하는데 이건 안 되죠. 문학은 뭐 초월적 존재로 인간을 구원한다, 이런 어리석은 언동을 하면 안 되죠. 문학이 현실 속에서의 자리가 어딘지를 알고, 문학하는 사람들이 정확하게 자기 자리에 가 있어야 하는 거죠.

김훈은 자신이 글을 쓰는 이유를 “나를 표현해 내기 위해서”, “우연하게도 내 생애의 훈련이 글 써먹게 돼 있으니까”라고 밝혔다. 그의 희망은 여러 가지가 있지만 그 중에서도 첫 번째가 음풍농월하는 것이라 한다. 또 음풍농월 하면서도 당대의 현실을 말할 수 있어야 한다고 밝혔다.

## 수상
- 2001년 - 장편 《칼의 노래》로 제32회 동인문학상 수상
- 2002년 - 제18회 서울언론인클럽 언론상 기획취재상 수상
- 2004년 - 단편 〈화장〉으로 제28회 이상문학상 수상
- 2005년 - 단편 〈언니의 폐경〉으로 제5회 황순원문학상 수상
- 2007년 - 장편 《남한산성》으로 제15회 대산문학상 수상

## 일화
- 휘문중학교와 고등학교를 다니던 시절 산악부에 들어가서 등산을 많이 다녔고, 인왕산 치마바위에서 바위타기를 처음 배웠다.[1]
- 소설가 황석영이 한국일보에 대하소설 《장길산》을 연재할 당시 황석영의 담당 기자였다. 소설을 쓰다 구상이 막히면 잠적해버리곤 했던 황석영을 잡는 것이 담당 기자 김훈의 주요 임무였고, 결국 연재가 지연되면 지면을 메우기 위한 ‘지난 줄거리’ 요약을 맡아 쓰기도 했다. 김훈이 술에 취하면 이때 황석영과의 일을 두고 “그때 잡아서 죽여버리는 건데...”라고 주정을 부린다며, 황석영이 MBC 예능 프로그램 《무릎팍도사》(2008년 10월 29일 황석영 편)에 나와 밝힌 바 있다.
- 소설가 조정래는 수필집《황홀한 글감옥》에서 《태백산맥》을 발표하고 국가보안법 위반 소송에 휘말렸을 때, 검찰이 요구한 관련 자료를 제출하러 가는 조정래를 따라 검사실 문 앞까지 동행한 유일한 사람이 김훈이었다고 밝혔다.
- 자신의 자전거에 ‘풍륜(風輪)’이라는 애칭을 붙였다. 이 ‘풍륜’을 타고 1999년 가을부터 2000년 여름까지 한국 곳곳을 여행하고 쓴 것이 에세이 《자전거 여행》이다. 당시 김훈은 《자전거 여행》의 인세로 ‘풍륜’의 할부값 500만원을 갚겠다고 했고, 《자전거 여행》은 1,000만 원짜리 새 자전거를 사고도 한참 남을 두둑한 인세를 거두었다.[7]

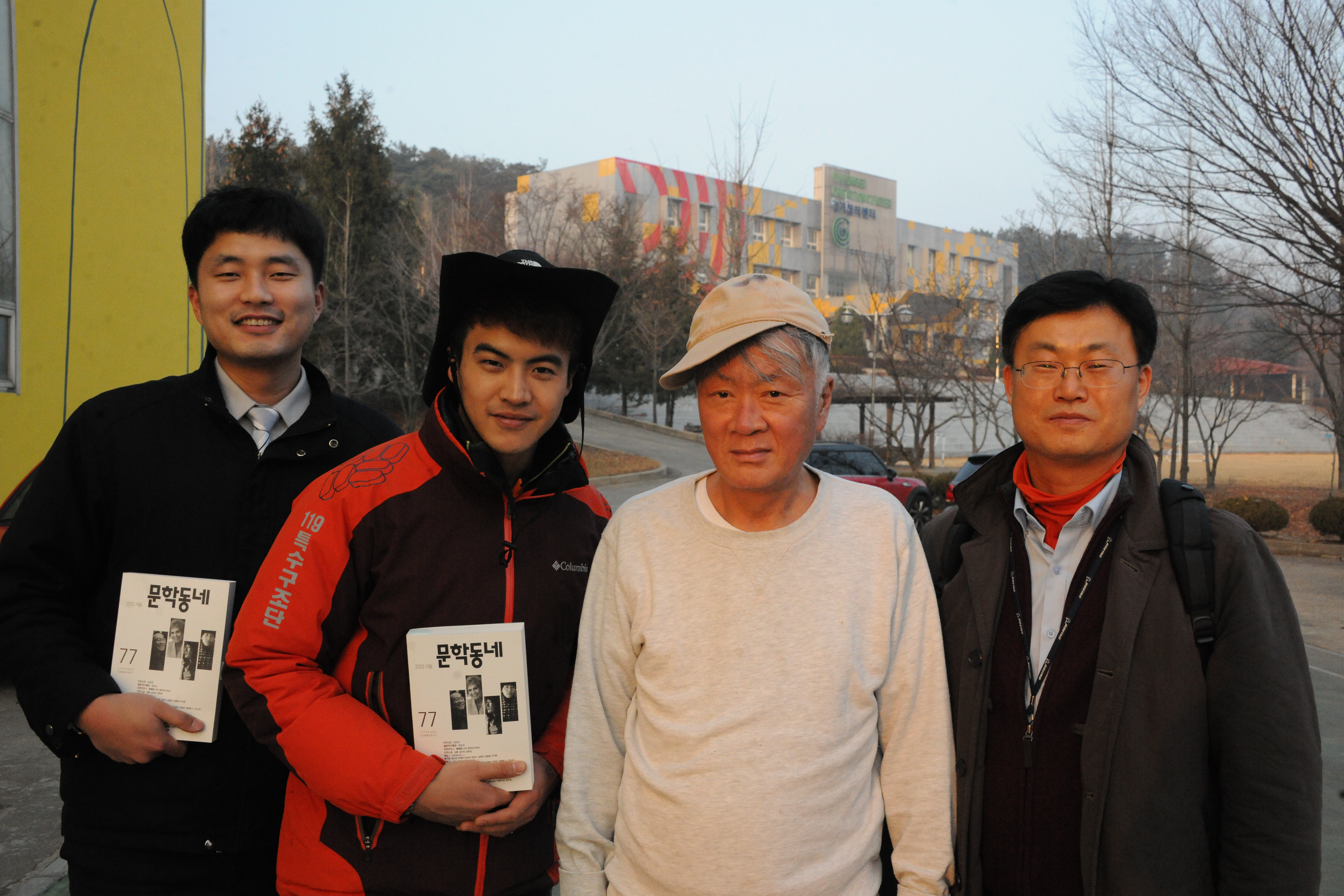
오영환 등 소방공무원들과 함께

- 평소 소방공무원에 대한 애정을 인터뷰와 글에서 표현한 바 있다. 유년 시절의 기억에 대한 글에서 6·25 전쟁 이후 잿더미가 된 가난한 서울에서 홀로 높게 솟아있던 소방서 망루와 그 망루가 줬던 안도감에 대해 서술하였다. 유년시절 장래희망을 적는 신상조사서에 ‘소방수’라고 적었다고 한다.[8]
- 1995년에 쓴 첫 장편소설 《빗살무늬 토기의 추억》의 주인공은 소방관이며, 2008년에는 경기도 119소방대원들 103명의 현장체험기를 모은 소방관 《문집 기다려라, 우리가 간다》(출판도시문화재단 출간)의 편집도 맡았다.
- 서울시 소방공무원인 오영환의 유년 시절과 의무소방원 시절의 이야기를 담은 수필인 〈한 의무소방원의 꿈〉은 그가 문학동네 겨울호에 발표한 단편소설 〈손〉의 모티브가 되었다.[9]
- 김훈은 ‘인간에게 다가오는 인기척’이란 제목의 이 책 서문에서 아래와 같이 소방공무원을 높게 평가하였다.

재난에 처한 인간을 향하여, 그 재난의 한복판으로 달려드는 건장한 젊은이들이 저렇게 사이렌을 울리며 달려가고 있다는 사실은 인간의 아름다움이 아직도 남아있고, 정부와 국가의 기능이 정확하고도 아름답게 작동되고 있다는 신뢰감을 느끼게 한다. 인간만이 인간을 구할 수 있고, 인간만이 인간에게 다가갈 수 있으며, 인간만이 인간을 위로할 수 있다는 그 단순명료한 진실을 나는 질주하는 소방차를 보면서 확인한다.

- 대학 2학년 2학기 방학하던 무렵 도서관에서 우연히 《난중일기》(이은상 역)를 읽고, 사실에 입각하는 그의 리얼리스트 정신에 매료되었다고 술회하고 있다. 이순신이 감당해야 했던 절망뿐인 현실, 절망의 시대에 헛된 희망을 설치하고 그것을 꿈이라고 말하지 않고 절망을 절망 그 자체로 받아들이면서 통과해 나가는 한 인간이라 이순신을 평가하고, 이순신의 문장을 무인이 아니면 쓸 수 없는, 사실만을 가지런히 챙기며 사실에 정확하게 입각한 언어라면서 "한국의 신문이나 저널에서 사용하는 사회적 담론이라는 것은 의견과 사실을 구별하는 능력을 상실한지 오래"라고 비판하고, 의견을 사실처럼 말하고 사실을 의견처럼 말해버리는 이런 언어가 횡행할수록 인간 사이에는 소통이 아니라 단절만 심화될 뿐이며, 이런 단절은 이미 거의 다 완성되어 있는 듯 하다며 자신의 한국어의 현실에 대한 인식을 드러냈다.[10]
- 2014년 세월호 침몰 사고에 큰 충격을 받았으며, 사고 책임자들과 당시 정부의 미흡한 대처를 강하게 비판했다. 이후, 세월호 사고에 대한 확실한 조사와 희생자 추모를 위한 활동을 해왔다.[11][12]

## 저서
단편
* 〈화장〉(2004)
* 〈언니의 폐경〉 (2005)
단편집
* 《강산무진》 (2006)
* 《저만치 혼자서》 (2022)
장편
* 《빗살무늬토기의 추억》 (1994)
* 《칼의 노래》 (2001)
* 《현의 노래》 (2004)
* 《개》 (2005)
* 《남한산성》 (2007)
* 《공무도하》 (2009)
* 《내 젊은 날의 숲》 (2010)
* 《흑산》 (2011)
* 《공터에서》 (2017)
* 《달 너머로 달리는 말》 (2020)
* 《하얼빈》(2022)
수필집
* 《선택과 옹호》(1991)
* 《풍경과 상처》 (1994)
* 《자전거 여행》 (2000)
* 《원형의 섬 진도》(2001)
* 《너는 어느 쪽이냐고 묻는 말들에 대하여》 (2002)
* 《아들아, 다시는 평발을 내밀지 마라》(2002)
* 《밥벌이의 지겨움》 (2003)
* 《자전거 여행2》 (2004)
* 《바다의 기별》 (2008)
* 《라면을 끓이며》 (2015)
평론
* 《내가 읽은 책과 세상》 (1989)
* 《김우창과 김훈이 본 오치균의 그림세계》(2008)

## 가족 관계
- 부모: 김광주(1910~1973, 소설가, 언론인, 독립운동가)
- 배우자: 이연화
- 자녀: 딸 김지연 (이든픽쳐스 대표), 아들 김지강

## 같이 보기
- 한국 문학